# Coppa del Brasile 2018 (pallavolo maschile)
La Coppa del Brasile 2018 si è svolta dal 9 al 27 gennaio 2018: alla competizione hanno preso parte 7 squadre di club brasiliane e la vittoria finale è andata per la terza volta al Sada.

## Regolamento

### Formula
Le squadre hanno disputato quarti di finale in gara unica, accoppiate col metodo della serpentina e in casa delle tre formazioni meglio classificate al termine del girone di andata di Superliga Série A 2017-18; le formazioni vincenti hanno poi disputato una final-4, dove si è unita la formazione organizzatrice dell'evento, con semifinali e finale in gara unica.
Nel caso la squadra organizzatrice risulti tra le prime sei classificate al termine del girone di andata di Superliga Série A 2017-18, la sua posizione viene occupata dalla prima formazione esclusa, ossia la settima classificata.

### Criteri di classifica
Se il risultato finale è stato di 3-0 o 3-1 sono stati assegnati 3 punti alla squadra vincente e 0 a quella sconfitta, se il risultato finale è stato di 3-2 sono stati assegnati 2 punti alla squadra vincente e 1 a quella sconfitta.
Per determinare la classifica dalla 5ª alla 7ª posizione e dalla 3ª alla 4ª posizione, si tiene conto del numero di punti ottenuto rispettivamente dalle tre formazioni eliminate ai quarti di finale e dalle due formazioni eliminate nelle semifinali durante la fase di qualificazione (i quarti di finale). In caso di parità, l'ordine del posizionamento in classifica è stato definito in base all'indice tecnico, i cui criteri sono:
- Punti;
- Ratio dei set vinti/persi;
- Ratio dei punti realizzati/subiti.
- Scontro diretto;
- Sorteggio[1].

In caso di walkover, la formazione qualificata al turno successivo è considerata vincitrice per 3-0 (25-0, 25-0, 25-0).

## Squadre partecipanti
| Squadra      | Qualificazione                                      |
| ------------ | --------------------------------------------------- |
| BVC          | 7ª al girone di andata di Superliga Série A 2017-18 |
| São Bernardo | 6ª al girone di andata di Superliga Série A 2017-18 |
| Funvic       | 3ª al girone di andata di Superliga Série A 2017-18 |
| Minas        | 5ª al girone di andata di Superliga Série A 2017-18 |
| Sada         | 1ª al girone di andata di Superliga Série A 2017-18 |
| Sesc         | 2ª al girone di andata di Superliga Série A 2017-18 |
| Sesi         | Squadra organizzatrice                              |

## Torneo

### Tabellone
|  | Quarti di finale | Quarti di finale | Quarti di finale |        |      | Semifinali | Semifinali | Semifinali |  |  | Finale | Finale | Finale |  |
|  |                  |                  |                  |        |      |            |            |            |  |  |        |        |        |  |
|  |                  |                  |                  |        |      | H          | Sesi       | 3          |  |  |        |        |        |  |
|  |                  |                  |                  |        |      | H          | Sesi       | 3          |  |  |        |        |        |  |
|  |                  |                  | 3                | Funvic | 0    |            |            |            |  |  |        |        |        |  |
|  | 3                | Funvic           | 3                | Funvic | 0    | 3          |            |            |  |  |        |        |        |  |
|  | 3                | Funvic           |                  |        |      |            |            |            |  |  |        |        |        |  |
|  | 4                | Minas            | 1                |        |      |            |            |            |  |  |        |        |        |  |
|  | 4                | Minas            | 1                |        | Sesi | Sesi       | 2          |            |  |  |        |        |        |  |
|  |                  |                  |                  |        |      |            |            |            |  |  |        |        |        |  |
|  |                  |                  | Sada             | Sada   | 3    |            |            |            |  |  |        |        |        |  |
|  | 1                | Sada             | Sada             | Sada   | 3    | 3          |            |            |  |  |        |        |        |  |
|  | 1                | Sada             |                  |        |      |            |            |            |  |  |        |        |        |  |
|  | 6                | BVC              | 2                |        |      |            |            |            |  |  |        |        |        |  |
|  | 6                | BVC              | 2                |        | 1    | Sada       | 3          |            |  |  |        |        |        |  |
|  |                  |                  |                  |        | 1    | Sada       | 3          |            |  |  |        |        |        |  |
|  |                  |                  | 2                | Sesc   | 1    |            |            |            |  |  |        |        |        |  |
|  | 2                | Sesc             | 2                | Sesc   | 1    | 3          |            |            |  |  |        |        |        |  |
|  | 2                | Sesc             |                  |        |      |            |            |            |  |  |        |        |        |  |
|  | 5                | São Bernardo     | 0                |        |      |            |            |            |  |  |        |        |        |  |

### Risultati

#### Quarti di finale
| 9 gennaio 2018 Ginásio do Tijuca Tênis Clube, Rio de Janeiro Durata: ? - Spettatori: ? | Sesc   | 3 - 0 | São Bernardo | 26-24, 25-17, 25-20              |
| 9 gennaio 2018 Ginásio do Abaeté, Taubaté Durata: ? - Spettatori: ?                    | Funvic | 3 - 1 | Minas        | 19-25, 25-22, 25-21, 26-24       |
| 9 gennaio 2018 Ginásio do Riacho, Contagem Durata: ? - Spettatori: ?                   | Sada   | 3 - 2 | BVC          | 25-15, 24-26, 21-25, 25-22, 15-9 |

#### Semifinali
| 25 gennaio 2018 Ginásio Marcello de Castro Leite, San Paolo Durata: ? - Spettatori: ? | Sada | 3 - 1 | Sesc   | 25-17, 20-25, 25-21, 25-23 |
| 25 gennaio 2018 Ginásio Marcello de Castro Leite, San Paolo Durata: ? - Spettatori: ? | Sesi | 3 - 0 | Funvic | 25-22, 25-17, 27-25        |

#### Finale
| 27 gennaio 2018 Ginásio Marcello de Castro Leite, San Paolo Durata: ? - Spettatori: ? | Sada | 3 - 2 | Sesi | 25-23, 20-25, 25-17, 29-31, 15-9 |

## Classifica finale
| Pos | Squadre      |
| --- | ------------ |
| 1   | Sada         |
| 2   | Sesi         |
| 3   | Sesc         |
| 4   | Funvic       |
| 5   | BVC          |
| 6   | Minas        |
| 7   | São Bernardo |